# Markus Ibert

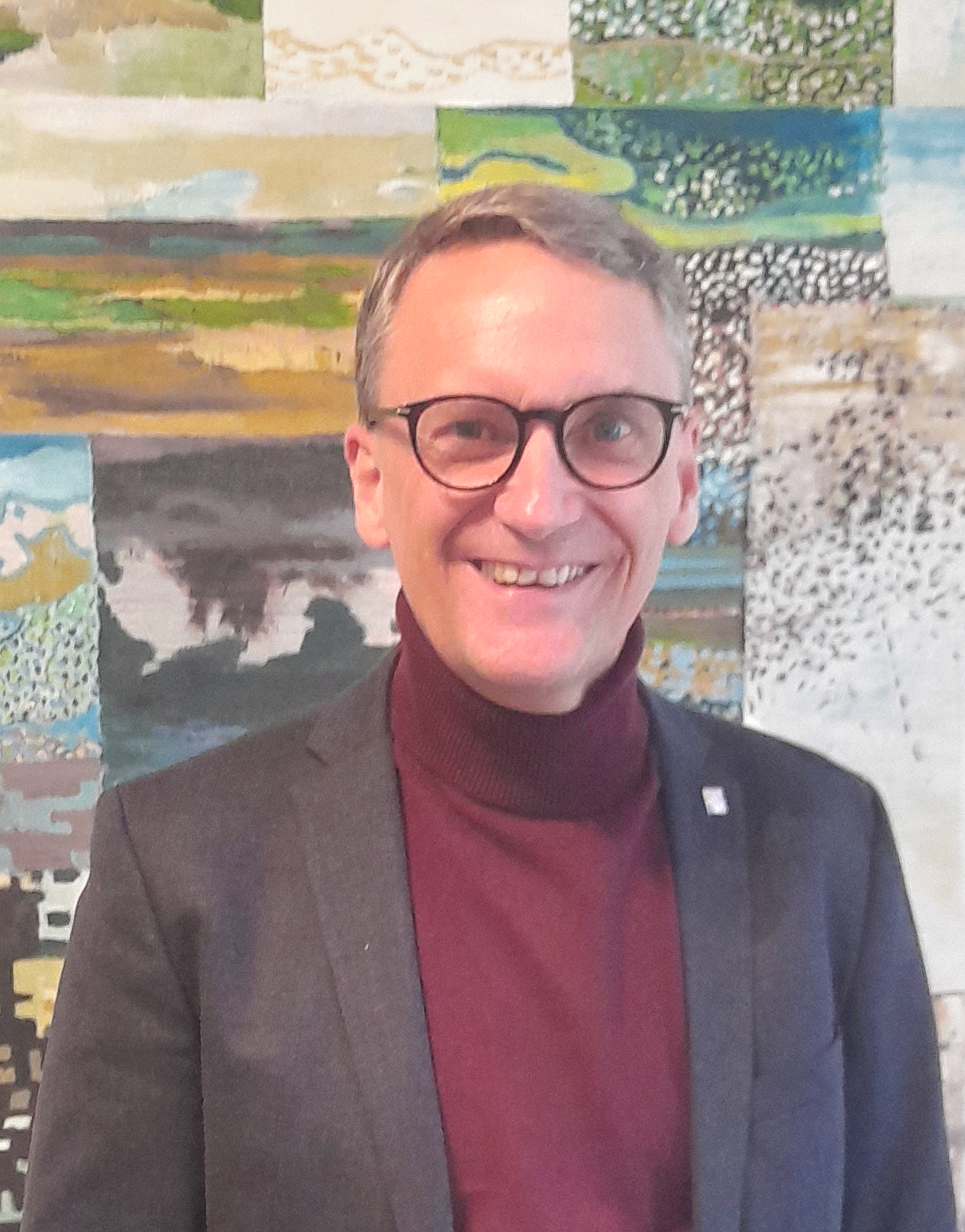
Markus Ibert 2022

 Markus Ibert  (* 19. November 1967 in Ettenheim) ist seit dem 1. November 2019 der 11. Oberbürgermeister der Stadt Lahr/Schwarzwald.

## Leben
Ibert erlangte die Fachhochschulreife an den Beruflichen Schulen „Im Mauerfeld“ in Lahr.
Sein Studium für den gehobenen nichttechnischen Verwaltungsdienst an der Hochschule für öffentliche Verwaltung in Kehl schloss er als Diplom-Verwaltungswirt (FH) ab.
Von 1993 bis 2004 war er Abteilungsleiter bei der Stadtkämmerei Lahr.
Im Anschluss war er von 2005 bis 2019 als Verbandsdirektor des interkommunalen Zweckverbands IGP und als Geschäftsführer der IGZ Raum Lahr GmbH tätig.
Seit dem 1. November 2019 ist er Oberbürgermeister der Stadt Lahr. Er gewann mit 55 % der Stimmen im zweiten Wahlgang als parteiloser Kandidat gegen Christine Buchheit.
Markus Ibert ist seit 1998 mit Marion Ibert verheiratet und hat mit ihr drei Kinder.